# Lafayette Reynolds
Lafayette Reynolds è un personaggio immaginario del Ciclo di Sookie Stackhouse, una serie di romanzi scritti da Charlaine Harris.
Lafayette è un personaggio minore della saga letteraria che appare brevemente nel primo romanzo Finché non cala il buio, prima che il suo personaggio venga assassinato. Alan Ball, creatore della serie televisiva True Blood basata sui romanzi della Harris, ha ripreso il personaggio e lo ha sviluppato all'interno della serie televisiva.
In True Blood Lafayette è interpretato da Nelsan Ellis, per la cui interpretazione ha vinto un Satellite Awards 2008 come Miglior attore non protagonista in una serie televisiva.

## Biografia del personaggio
Nel romanzo Finché non cala il buio è un cuoco gay che lavora assieme a Sookie Stackhouse al Merlotte's, locale di proprietà di Sam Merlotte. Nel corso del romanzo, Lafayette viene ucciso e si pensa che il suo omicidio possa essere legato ad un'orgia segreta, in cui sono coinvolti alcuni abitanti di Bon Temps.
Lafayette è apertamente omosessuale, ha un carattere forte ed indipendente e non si fa mettere i piedi in testa da nessuno, riuscendo a difendersi benissimo anche da chi deride la sua omosessualità e il suo aspetto eccentrico.

## Adattamento televisivo
Nella serie televisiva della HBO True Blood, basata sui romanzi della Harris, Lafayette è interpretato dall'attore Nelsan Ellis.

### Prima stagione
Nella prima stagione della serie televisiva, Lafayette lavora come cuoco al Merlotte's e come operaio nei cantieri stradali; inoltre è uno spacciatore di sangue di vampiro. La sua fonte principale di questo narcotico conosciuto con il nome "V" è il vampiro Eddie Gauthier. Verso la fine della stagione, Eddie viene ucciso da Amy, e di conseguenza viene a galla la sua attività di spaccio, per questo Lafayette viene rapito e tenuto prigioniero dal vampiro Eric Northman, sceriffo dell'Area 5.

### Seconda stagione
Nella seconda stagione si scopre che Lafayette viene tenuto segregato nei sotterranei del Fangtasia e viene interrogato da Eric che vuole informazioni su che fine abbia fatto il vampiro Eddie e sul suo giro di clienti, ma a Eric preme più che altro sapere se tra i suoi clienti figura qualcuno di Dallas. Successivamente Lafayette cerca di fuggire, ma viene fermato da Ginger, un'impiegata umana del locale, che gli spara ad una gamba. Ferito e dolorante, Lafayette si ritrova al cospetto di Eric e capisce che ha un'unica via di salvezza, così chiede a Eric di trasformarlo in vampiro e farlo lavorare nel suo locale. Fingendo di accettare la proposta, Eric, Pam e Chow si scagliano su di lui, mordendolo.
Sookie scopre che il suo amico Lafayette è tenuto prigioniero da Eric e, in cambio della sua libertà, la ragazza accetta di aiutare Eric, andando a Dallas alla ricerca di Godric. Dopo essere tornato libero, Lafayette riceve la visita di Eric, che gli fa bere il suo sangue in modo da curare la sua gamba ormai infetta.
Provato dalle settimane di prigionia, Lafayette inizia a soffrire di stress post-traumatico, e suo malgrado deve sottostare agli ordini di Pam, la vice di Eric, che lo obbliga a spacciare il V per loro. Nel corso della seconda stagione si ritrova ad aiutare la cugina Tara, soggiogata dalla menade Maryann.

### Terza stagione
Nella terza stagione Lafayette aiuta la cugina Tara a superare il trauma per la morte del fidanzato Eggs e ricomincia a spacciare il V. Sempre nella terza stagione inizia una relazione con Jesus Velasquez, il misterioso infermiere di sua madre Ruby Jean.